# Spasoje Nikolić
Spasoje Nikolić, né le 6 mai 1922 à Bitola (Royaume des Serbes, Croates et Slovènes) et mort le 14 octobre 1978 à Creil (France), est un joueur et un entraîneur franco-yougoslave de football.

## Carrière
Originaire de l'actuel territoire de la République de Macédoine, Nikolić aura fait l'essentiel de sa carrière dans le football en Europe de l'Ouest. Il joue d'abord dans le Sport Club Bogoljub à Obrenovac, en Serbie. Il y joue de 1938 à 1944. Il arrive en France en 1945, recruté par le RC Paris. Il jouera quatre saisons en Division 1 avec les Racingmen, et remportera au passage la Coupe de France. Titulaire lors des demi-finales, il ne participe cependant pas à la finale.
Nikolić poursuit sa carrière en Italie, et rejoint Venise, où il passe deux saisons. Une expérience mitigée, son club étant relégué en Série B à l'issue de sa première saison.
En 1951, Nikolić revient en France, et rejoint le Stade rennais UC. Il jouera également deux saisons avec le club breton en Division 1. Titulaire lors de la première, il voit son temps de jeu diminuer lors de la seconde : alors que la FFF interdit aux clubs d'aligner plus de deux joueurs étrangers, le Yougoslave se trouve en concurrence directe avec le défenseur espagnol Patricio Eguidazu et le milieu de terrain grec Frédéric Nikitis. À l'été 1953, il rejoint l'AS Aix-en-Provence, en Division 2.
Devenu par la suite entraîneur, il dirigera l'AS Aixoise, mais aussi l'AS Béziers, et surtout l'AS Creil. Devenu citoyen français, c'est d'ailleurs à Creil qu'il décède en 1978.

## Palmarès
- 1949 : Vainqueur de la Coupe de France avec le RC Paris